# Acropyga smithii
Acropyga smithii é uma espécie de formiga do gênero Acropyga, pertencente à subfamília Formicinae.